# Соллефтео
Соллефтео (швед. Sollefteå) — город в Швеции, в лене Вестерноррланд, центр одноимённой коммуны. Население — 8530 человек (2005).
Первое упоминание Соллефтео в летописях относится к 1270 году. В то время деревня носила название лат. De Solatum, которое может интерпретироваться как сложносоставное от Sol (солнце) и at (участок земли), то есть дословно солнечный регион.
Соллефтео расположен у самого высокого места на реке Онгерманэльвен, где возможно судоходство. Посёлок изменил статус торгового на военный когда два полка швед. Norrlands trängregemente (снабжение) и швед. Västernorrlands regemente (пехота) расположились здесь в 1898 и 1911 годах соответственно.
В 1902 году Соллефтео получил статус торгового посёлка, а в 1917 году — статус города.
В феврале 1934 года принимал чемпионат мира по лыжным видам спорта.

## Исторические объекты

### Аптека
Здание аптеки было возведено в 1889 году. Оно имеет кирпичный стены и высоту два с половиной этажа. Здание выполнено в архитектурном стиле конца 19-го века преимущественно в неоготическом стиле. Архитектор здания — Никлас Варгрен (Niclas Wahrgren). В 1984 году здание было объявлено историческим объектом и тем самым получило защиту от сноса и значительных переделок. Сейчас в здании размещаются библиотека и музей города.

### Отель Аппельбергов
Отель расположен в центре Соллефтео, на пешеходной улице. Он является самым старым отелем города, построенным в 1882 году лесозаготовителем и трактирщиком Эриком Аппельбергом.
Отель стал центром для торговцев древесиной, а также местных властей. Важными гостями отеля были Стефания Бельгийская, шведские короли Оскар II и Густав V и император Вильгельм II. В отеле также останавливался король Чулалонгкорн из Таиланда и четыре его дочери в течение их турне по Онгерманланду в начале XX века. Их путешествие было отмечено мемориальной доской и королевским павильоном в деревне Утанеде.
- Церковь Соллефтео[англ.]

## Экономика
В городе варилось пиво под маркой Norrlands Öl (Северное пиво), ныне Norrlands Guld.

## Внешние отношения

### Города побратимы
Соллефтео породнён с:
- Пылтсамаа, Эстония
- Уусикаарлепюу (Нюкарлебю), Финляндия
- Эсаси, Япония
- Стейнхьер, Норвегия
- Рудники[англ.], Польша
- Мэдиссон, Mississippi, США
- Словенске-Конице, Словения

## Спорт
В Соллефтео базируется спортивный клуб Sollefteå GIF.
В 2013 году здесь проходил чемпионат мира по биатлону и лыжным гонкам среди инвалидов.

## Галерея

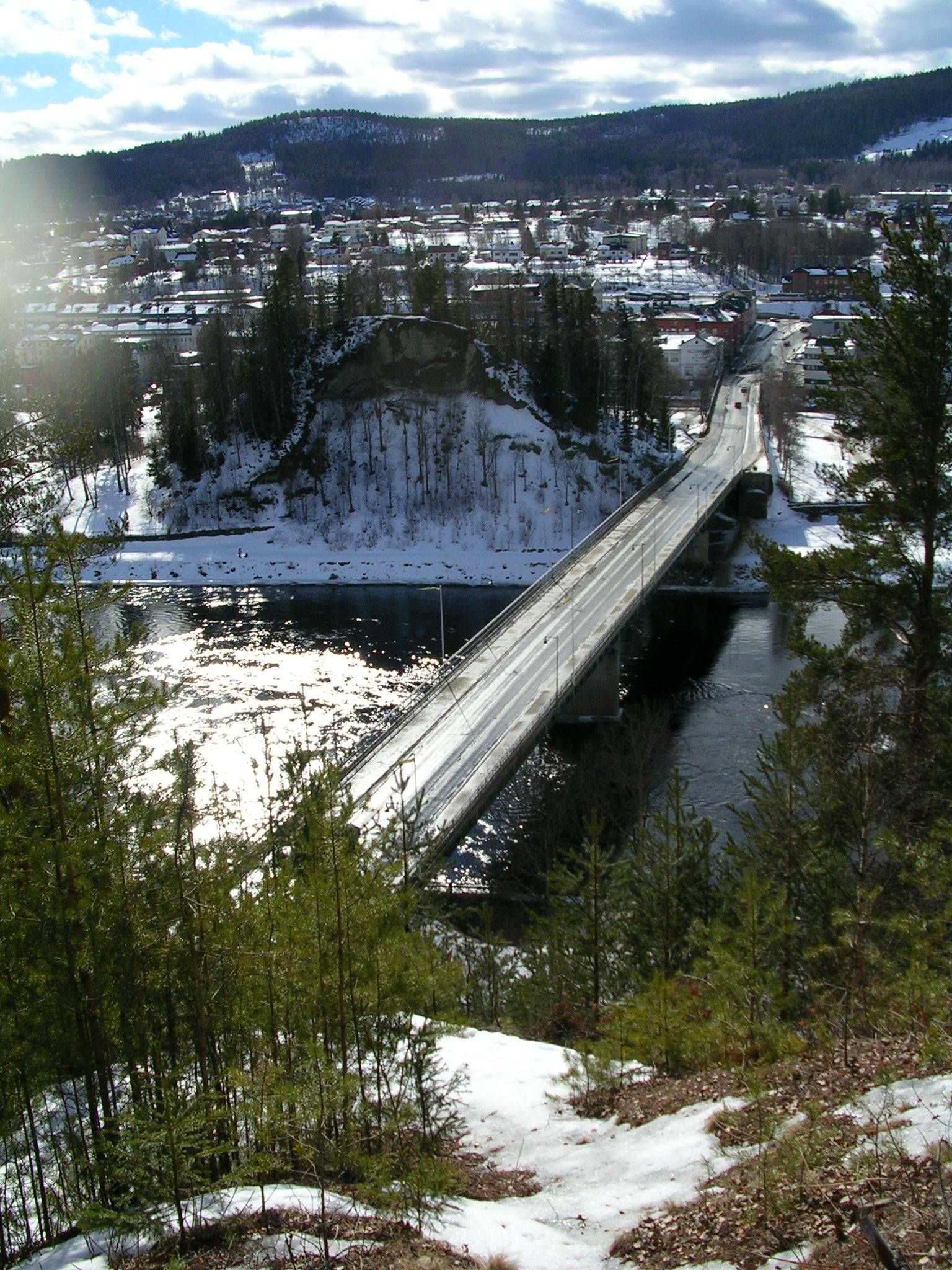
Северный въезд в Соллефтео, мост через Онгерманэльвен